# Ochrotrichia wojcickyi
Ochrotrichia wojcickyi är en nattsländeart som beskrevs av Blickle 1963. Ochrotrichia wojcickyi ingår i släktet Ochrotrichia och familjen smånattsländor. Inga underarter finns listade i Catalogue of Life.